# Stockholm Open 1971
Lo Stockholm Open 1971 è stato un torneo di tennis giocato sul cemento indoor. È stata la 3ª edizione dello Stockholm Open che fa parte del World Championship Tennis 1971. Il torneo si è giocato a Stoccolma in Svezia, dal 31 ottobre al 7 novembre 1971.

## Campioni

### Singolare
Arthur Ashe ha battuto in finale  Jan Kodeš con il punteggio di 6–1, 3–6, 6–2, 1–6, 6–4

### Doppio
Stan Smith /  Tom Gorman hanno battuto in finale  Arthur Ashe /  Bob Lutz con il punteggio di 6–4, 6–3